# Elecciones presidenciales de Brasil de 1969
Las elecciones presidenciales de Brasil de 1969 se realizó por votación indirecta, por medio de un colegio electoral compuesto por los miembros del Congreso. Solo se presentaron como candidatos Emílio Garrastazu Médici a presidente y Augusto Rademaker a vicepresidente, que obtuvieron 293 votos contra 75 abstenciones.
- Datos: Q6379191